# Eupithecia pallidistriga
Eupithecia pallidistriga là một loài bướm đêm trong họ Geometridae.